# RPC en los Juegos Paralímpicos de Tokio 2020
RPC estuvo representado en los Juegos Paralímpicos de Tokio 2020 por un total de 243 deportistas, 130 hombres y 113 mujeres.

## Medallistas
El equipo paralímpico obtuvo las siguientes medallas:
| Nombre | Deporte                    | Evento                                    |
| --- | -------------------------- | ----------------------------------------- |
| Oro |                            |                                           |
| Galina Lipatnikova | Atletismo                  | Peso F36 femenino                         |
| Dmitri Safronov | Atletismo                  | 100 m T35 masculino                       |
| Dmitri Safronov | Atletismo                  | 200 m T35 masculino                       |
| Anton Projorov | Atletismo                  | 100 m T63 masculino                       |
| Andréi Vdovin | Atletismo                  | 400 m T37 masculino                       |
| Anton Kuliatin | Atletismo                  | 1500 m T13 masculino                      |
| Aleksandr Iaremchuk | Atletismo                  | 1500 m T46 masculino                      |
| Musa Taimazov | Atletismo                  | Maza F51 masculino                        |
| Vladímir Sviridov | Atletismo                  | Peso F36 masculino                        |
| Albert Jinchagov | Atletismo                  | Peso F37 masculino                        |
| Denis Gnezdilov | Atletismo                  | Peso F40 masculino                        |
| Yevgueni Torsunov | Atletismo                  | Salto de longitud T36 masculino           |
| Mijaíl Astashov | Ciclismo en pista          | Persecución individual C1 masculino       |
| Mijaíl Astashov | Ciclismo en ruta           | Contrarreloj C1 masculino                 |
| Ruslan Kuznetsov | Ciclismo en ruta           | Ruta H3 masculino                         |
| Alexander Kuzyukov | Esgrima en silla de ruedas | Espada individual B masculino             |
| Alexander Kuzyukov Maxim Shaburov Artur Yusúpov | Esgrima en silla de ruedas | Espada por equipos masculino              |
| Valeria Shabalina | Natación                   | 100 m mariposa S14 femenino               |
| Valeria Shabalina | Natación                   | 200 m libre S14 femenino                  |
| Valeria Shabalina | Natación                   | 200 m estilos SM14 femenino               |
| Mariya Pavlova | Natación                   | 100 m braza SB7 femenino                  |
| Viktoria Ishchiulova | Natación                   | 50 m libre S8 femenino                    |
| Anastasia Gontar | Natación                   | 50 m libre S10 femenino                   |
| Roman Zhdanov | Natación                   | 50 m braza SB3 masculino                  |
| Roman Zhdanov | Natación                   | 50 m espalda S4 masculino                 |
| Roman Zhdanov | Natación                   | 150 m estilos SM4 masculino               |
| Andréi Kalina | Natación                   | 100 m braza SB8 masculino                 |
| Andréi Kalina | Natación                   | 200 m estilos SM9 masculino               |
| Dmitri Cherniaev | Natación                   | 100 m braza SB4 masculino                 |
| Andréi Granichka | Natación                   | 100 m braza SB5 masculino                 |
| Bogdan Mozgovoi | Natación                   | 100 m espalda S9 masculino                |
| Andréi Nikolaev | Natación                   | 400 m libre S8 masculino                  |
| Darya Stukalova Anna Krivshina Ilnur Garipov Vladímir Sotnikov | Natación                   | 4 × 100 m libre (49 ptos.) mixto          |
| Andréi Kalina Dmitri Grigoryev Alexander Skaliuj Denis Tarasov Andréi Gladkov Bogdan Mozgovoi Andréi Nikolaev Daniil Smirnov                                                                                        | Natación                   | 4 × 100 m estilos (34 ptos.) masculino    |
| Yelena Prokofeva | Tenis de mesa              | Individual 11 femenino                    |
| Margarita Sidorenko Kiril Smirnov | Tiro con arco              | Recurvo por equipos clase abierta mixto   |
| Plata |                            |                                           |
| Margarita Goncharova | Atletismo                  | 400 m T38 femenino                        |
| Margarita Goncharova | Atletismo                  | Salto de longitud T38 femenino            |
| Aleksandra Ruchkina | Atletismo                  | Salto de longitud T20 femenino            |
| Aleksandra Moguchaya | Atletismo                  | Salto de longitud T47 femenino            |
| Yelena Ivanova | Atletismo                  | 100 m T36 femenino                        |
| Yelena Pautova | Atletismo                  | Maratón T12 femenino                      |
| Andréi Vdovin | Atletismo                  | 100 m T37 masculino                       |
| Andréi Vdovin | Atletismo                  | 200 m T37 masculino                       |
| Yevgueni Shvetcov | Atletismo                  | 400 m T36 masculino                       |
| Alexandr Rabotnitski | Atletismo                  | 1500 m T20 masculino                      |
| Alekséi Kuznetsov | Atletismo                  | Jabalina F54 masculino                    |
| Alekséi Churkin | Atletismo                  | Peso F32 masculino                        |
| Nikita Projorov | Atletismo                  | Peso F46 masculino                        |
| Viktoria Boykova | Esgrima en silla de ruedas | Espada individual B femenino              |
| Maxim Shaburov | Esgrima en silla de ruedas | Espada individual A masculino             |
| Nataliya Butkova | Natación                   | 50 m braza SB3 femenino                   |
| Daria Lukianenko | Natación                   | 100 m braza SB12 femenino                 |
| Valeria Shabalina | Natación                   | 100 m espalda S14 femenino                |
| Anna Krivshina | Natación                   | 50 m libre S13 femenino                   |
| Viktoria Ishchiulova | Natación                   | 100 m mariposa S8 femenino                |
| Darya Stukalova | Natación                   | 100 m espalda S12 masculino               |
| Darya Stukalova | Natación                   | 100 m libre S12 masculino                 |
| Egor Efrosinin | Natación                   | 100 m braza SB7 masculino                 |
| Artem Isaev | Natación                   | 100 m braza SB9 masculino                 |
| Viacheslav Emeliantsev | Natación                   | 100 m espalda S14 masculino               |
| Denis Tarasov | Natación                   | 50 m libre S9 masculino                   |
| Andréi Nikolaev | Natación                   | 100 m libre S8 masculino                  |
| Andréi Granichka | Natación                   | 200 m estilos SM6 masculino               |
| Ani Palian Elizaveta Sidorenko Viktoria Ishchiulova Anastasia Gontar | Natación                   | 4 × 100 m estilos (34 ptos.) femenino     |
| Leonid Krylov | Piragüismo                 | KL3 masculino                             |
| Maliak Alieva | Tenis de mesa              | Individual 6 femenino                     |
| Viktoriya Safonova | Tenis de mesa              | Individual 7 femenino                     |
| Aleksandr Baichik Anatoli Krupin Andréi Lavrinovich Viktor Milenin Vladímir Pankratov Serguéi Pozdeev Aleksandr Reznichenko Aleksandr Savichev Denis Shestakov Alekséi Volkov Yevgueni Volosnikov Ilnar Zinnatullin | Voleibol sentado           | Torneo femenino                           |
| Bronce |                            |                                           |
| Anna Kulinich-Sorokina | Atletismo                  | 200 m T12 femenino                        |
| Anastasia Soloveva | Atletismo                  | 400 m T47 femenino                        |
| Yelena Gorlova | Atletismo                  | Maza F51 femenino                         |
| Yevgueniya Galaktionova | Atletismo                  | Peso F32 femenino                         |
| Anna Sapozhnikova | Atletismo                  | Salto de longitud T37 femenino            |
| Artem Kalashian | Atletismo                  | 100 m T35 masculino                       |
| Artem Kalashian | Atletismo                  | 200 m T35 masculino                       |
| Roman Tarasov | Atletismo                  | 100 m T12 masculino                       |
| Chermen Kobesov | Atletismo                  | 400 m T37 masculino                       |
| Vitalii Gritsenko | Atletismo                  | 400 m T53 masculino                       |
| Fedor Rudakov | Atletismo                  | 1500 m T11 masculino                      |
| Aleksandr Kostin | Atletismo                  | 5000 m T13 masculino                      |
| Nikita Kotukov | Atletismo                  | Salto de longitud T47 masculino           |
| Daria Adonina Iván Frolov Serguéi Safin | Bochas                     | Dobles BC4 mixto                          |
| Nikita Nagaev | Esgrima en silla de ruedas | Florete individual A masculino            |
| Ludmila Vasileva | Esgrima en silla de ruedas | Florete individual B femenino             |
| Viktoria Boykova Alena Evdokimova Yúliya Maya | Esgrima en silla de ruedas | Espada por equipos femenino               |
| Vera Muratova | Levantamiento de potencia  | –79 kg femenino                           |
| Iuliya Shishova | Natación                   | 50 m espalda S3 femenino                  |
| Iuliya Shishova | Natación                   | 100 m libre S3 femenino                   |
| Adelina Razetdinova | Natación                   | 100 m braza SB8 femenino                  |
| Nataliya Butkova | Natación                   | 150 m estilos SM4 femenino                |
| Mariya Pavlova | Natación                   | 200 m estilos SM8 femenino                |
| Vladímir Danilenko | Natación                   | 100 m espalda S2 masculino                |
| Vladímir Danilenko | Natación                   | 100 m espalda S2 masculino                |
| Vladímir Danilenko | Natación                   | 200 m libre S2 masculino                  |
| Roman Zhdanov | Natación                   | 100 m libre S4 masculino                  |
| Roman Zhdanov | Natación                   | 200 m libre S4 masculino                  |
| Dmitri Bartasinski | Natación                   | 50 m braza SB9 masculino                  |
| Artur Saifutdinov | Natación                   | 100 m braza SB12 masculino                |
| Vladímir Sotnikov | Natación                   | 100 m espalda S13 masculino               |
| Viacheslav Emeliantsev | Natación                   | 200 m libre S14 masculino                 |
| Viacheslav Lenskii | Natación                   | 400 m libre S6 masculino                  |
| Alexander Skaliuj | Natación                   | 100 m mariposa S9 masculino               |
| Roman Makarov | Natación                   | 100 m mariposa S12 masculino              |
| Darya Stukalova | Natación                   | 100 m mariposa S13 masculino              |
| Anna Podubskaia | Taekwondo                  | –49 kg femenino                           |
| Daniil Sidorov | Taekwondo                  | –61 kg masculino                          |
| Zainutdin Ataev | Taekwondo                  | +75 kg masculino                          |
| Nadezhda Pushpasheva | Tenis de mesa              | Individual 1-2 femenino                   |
| Yuri Nozdrunov | Tenis de mesa              | Individual 9 masculino                    |
| Raisa Chebanika | Tenis de mesa              | Individual 6 femenino                     |
| Maliak Alieva Raisa Chebanika Viktoriya Safonova | Tenis de mesa              | Equipo 6-8 femenino                       |
| Serguéi Malyshev | Tiro                       | Pistola 50 m SH1 mixto                    |
| Yelena Krutova Alekséi Leonov | Tiro con arco              | Equipo W1 mixto                           |
| Stepanida Artajinova Bair Shigaev | Tiro con arco              | Compuesto por equipos clase abierta mixto |
| Victoria Potapova | Yudo                       | –48 kg femenino                           |
| Alesia Stepaniuk | Yudo                       | –52 kg femenino                           |
| Anatoli Shevchenko | Yudo                       | –100 kg masculino                         |